# Suzuki GR 650
Suzuki GR 650 je motocykl firmy Suzuki kategorie nakedbike, vyráběný v letech 1983–1989. Pro USA a Kanadu byl označován jako Suzuki GR 650 Tempter.

## Popis
Nakedbike klasické koncepce se vzduchem chlazeným řadovým dvouválcem s dvěma karburátory Mikuni a centrálním tlumičem. 

## Technické parametry
- Rám: dvojitý kolébkový ocelový
- Suchá hmotnost: 181 kg
- Pohotovostní hmotnost:  kg
- Maximální rychlost: 177 km/h
- Spotřeba paliva: 4,9 l/100 km